# Adelheid IV. von Sommerschenburg
Adelheid IV., geboren als Adelheid von Sommerschenburg (* um 1130; † 1. Mai 1184 in Quedlinburg) war von 1152/53 an Äbtissin von Gandersheim und ab 1160/61 zusätzlich als Adelheid III. Äbtissin des Damenstifts in Quedlinburg.

## Leben
Adelheid wurde als Tochter des sächsischen Pfalzgrafen Friedrich II. von Sommerschenburg und dessen Gemahlin Luitgard, geborene von Stade, geboren. Ihr Bruder war Adalbert († 1179), der letzte Pfalzgraf aus dieser Familie. Nach Annullierung der elterlichen Ehe (wegen zu naher Verwandtschaft) im Jahr 1144 wurde sie von ihrer Großmutter der Gräfin Richardis von Stade, geborene von Sponheim-Freckleben, in die Obhut der heiligen Hildegard von Bingen in das Kloster Disibodenberg gegeben. Gemeinsam mit dieser ging sie im Jahr 1151 in das neu gegründete Kloster Rupertsberg auf dem Rupertsberg bei Bingen.
Mit Zustimmung Hildegards von Bingen wurde Adelheid im Jahr 1152 oder 1153 zur Äbtissin von Gandersheim gewählt und durch Bischof Bernhard von Paderborn wurde die Benediktion erteilt. Diese Einsetzung erfolgte, nachdem ihr Vater Friedrich II. durch den König Friedrich I., Barbarossa zum Hochvogt des Reichsstiftes Gandersheim ernannt worden war. Im Jahr 1160/61 wurde ihr zusätzlich das Abbatiat für das Stift in Quedlinburg übertragen. Dort verbrachte sie von nun an den Großteil ihrer Zeit. Das Stift in Gandersheim, das bereits dreimal abgebrannt war, ließ sie 1168 neu errichten und nahm die Weihe für die dortige Stiftskirche vor. Bis zum Jahr 1167 stand sie mit Hildegard von Bingen weiterhin im Briefwechsel. Erhalten sind auch Siegel und Münzen von Adelheid, die 1184 ihre letzte Ruhestätte in Quedlinburg fand.